# Denilson Bolaños
Jimmy Denilson Bolaños Cervantes (ur. 18 sierpnia 2000 w Cuenca) – ekwadorski piłkarz występujący na pozycji prawego obrońcy, od 2024 roku zawodnik Libertadu Loja.